# Edwin von Rothkirch und Trach
Edwin Graf von Rothkirch und Trach (Milicz, 1 november 1888 - Rettershof, 29 juli 1980) was een Duitse officier en General der Kavallerie tijdens de Tweede Wereldoorlog. Als springruiter nam hij aan de Olympische Zomerspelen 1932 in Los Angeles deel. Hij was tevens een Befehlshaber des Rückwärtigen Heeresgebietes.
Deze legercommandanten presideerden over een imperium van terreur en wreedheid— Historicus Michael Parrish; geciteerd in: The Lessor Terror; Soviet State Security, 1939-1953, p.127.

## Leven

### Familie
Edwin Graf von Rothkirch und Trach was een telg uit een Silezisch adel geslacht Rothkirch. Als Kadett trad hij in dienst van het Pruisische leger.

### Eerste Wereldoorlog
Hij werd bij het 1. Großherzoglich Mecklenburgisches Dragoner-Regiment Nr. 17 geplaatst. Op 1 maart 1908 volgde zijn bevordering tot Leutnant, met benoemingsakte (Patent) vanaf 19 juni 1908. Tijdens de Eerste Wereldoorlog had hij verschillende staf- en troepenaanstellingen. Op 16 september 1917 werd hij tot Rittmeister bevorderd. Hij eindigde de oorlog bij de 91e Divisie. Tijdens de oorlog werd hij meervoudig onderscheiden met het IJzeren Kruis 1914, 1e en 2e Klasse.

### Interbellum
In 1928 werd onder de leiding van Rothkirch de springstal van de cavalerieschool opgericht. In de daaropvolgende jaren werd de rijervaring van daaruit toonaangevend in binnen- en buitenland en vierde de stal grote successen bij toernooien. In 1930 nam Major Wolfgang Freiherr von Waldenfels de springstal van Rothkirch over.
In de Reichswehr diende hij in het 16. Reiter-Regiment, en nam in oktober 1924 het 6e Eskadron in Kassel over. Op 3 november 1929 werd hij naar de staf van het 14. Reiter-Regiment in Ludwigslust overgeplaatst. Daar werd hij op 1 december 1930 tot Major bevorderd.
Van het jaar 1933 is een beoordeling door Leo Geyr von Schweppenburg, de commandant van het 14. Reiter-Regiment, in het Bundesarchiv-Militärarchiv bewaard gebleven. Von Schweppenburg schreef in zijn beoordeling over Rothkirch:
Het mens koud, behalve voor vrouwen, familie en eigen eigendommen. Bescheiden taalvaardigheden. Uitstekend voor de samenleving. Voldoende als soldaat voor praktische dagelijkse vragen. Niet bruikbaar voor de Generale Staf.
Direct na de overname van de macht door de nationaalsocialisten in het Duitsland, werd de opleiding voor de SA- en SS-officieren in paardrijden met wapens stopgezet. Uit deze periode bleven de nauwe contacten met de NSDAP en SS bewaard.
Op 1 mei 1934 werd Rothkirch tot Oberstleutnant bevorderd. En op 1 oktober 1934 werd hij tot commandant van het 15. Kavallerie-Regiment benoemd. In 1935 stierf zijn vrouw Albertine aan een bloedvergiftiging, hierna voedde hij zijn in 1923 geboren zoon Leopold, genaamd Poldi, alleen op.
Op 1 april werd Rothkirch tot Oberst bevorderd. Op 1 maart 1938 werd hij tot commandant van de 2. Schützenbrigade benoemd. Met deze eenheid nam hij in maart 1939 deel aan het binnenrukken van de Wehrmacht in de Bohemen en Moravië tijdens de Duitse bezetting van Tsjecho-Slowakije.

### Tweede Wereldoorlog
Vanaf 12 september 1939 werd hij tot stafchef van de Generale Staf van het XXXIV. Armeekorps (34e Legerkorps) benoemd, wat een eenheid van het Ersatzheeres (reserve-leger) was. Op 1 maart 1940 werd Rothkirch tot Generalmajor bevorderd. Vanaf 25 april 1940 was hij commandant van de 442. Landesschützendivision die als bezettingsmacht in Polen was ingezet. Van 11 oktober 1940 was hij commandant van het Oberfeldkommandantur 365 in bezet Polen. De staf van het Oberfeldkommandantur 365 was eerst in Tarnów en vanaf november 1941 in Lemberg gestationeerd. Het Oberfeldkommandantur 365 was aan de militaire bevelhebber in het Generaal-gouvernement onder bevel gesteld.
Nadat aanvankelijk de eerste pogingen om een frontcommando te verkrijgen mislukt waren, werd hij op 10 januari 1942 tot commandant van de 330e Infanteriedivisie benoemd. Deze divisie was destijds als bezettingsmacht in het bezette Polen gestationeerd. In januari 1942 volgde de verplaatsing naar het front van de Heeresgruppe Mitte. Deze verplaatsing van de divisie veroorzaakte een uitval van 50% van de voertuigen door het winterklimaat. Direct na de overname van de frontsector, werden Rothkirch en een deel van zijn divisie omsingeld. Deze omsingeling kon na een korte tijd doorbroken worden. Voor deze inzet werd Rothkirch met het Herhalingsgesp bij IJzeren Kruis 1939, 1e Klasse en 2e Klasse onderscheiden. Op 1 maart 1942 werd hij tot Generalleutnant bevorderd. Voor zijn frontinzet werd op 5 november 1942 met het Duitse Kruis in goud onderscheiden. Van augustus 1943 tot juli 1944 was Rothkirch Befehlshaber des Rückwärtigen Heeresgebietes Mitte (Bevelhebber van het in de achterhoede gelegen legergebied Midden) en Kommandierender General der Sicherungstruppen (Bevelvoerend-generaal van de Beveiligingstroepen). Vanaf 15 oktober 1943 was Rothkirch in de personele unie, ook tegelijkertijd Wehrmachtbefehlshaber in Wit-Rusland.
Op 1 januari 1944 werd Rothkirch tot General der Kavallerie bevorderd. Zijn commando werd na Operatie Bagration eind juli 1944 opgeheven.
Op 1 juli 1944 werd zijn staf in Generalkommando „Rothkirch“ hernoemd, en Rothkirch werd tot Kommandierender General hiervan benoemd. Op 3 november 1944 werd hij tot commandant en Kommandierender General van het LIII. Armeekorps (53e Legerkorps) aan het Westfront benoemd. Daarna nam hij als onderdeel van de Heeresgruppe B aan de Slag om de Ardennen deel. Als reserve ingezet, bevond zijn hoofdkwartier zich in Trier. Op 22 december 1944 verplaatste hij zijn hoofdkwartier naar Wiltz. Met zijn korps nam hij nu de bescherming van de noordflank van het 7. Armee (7e Leger) als onderdeel van de verdediging van het Rijk over. Aansluitend voerde hij zijn korps aan tijdens de terugtrekking naar het Duitse front.
Krijgsgevangen

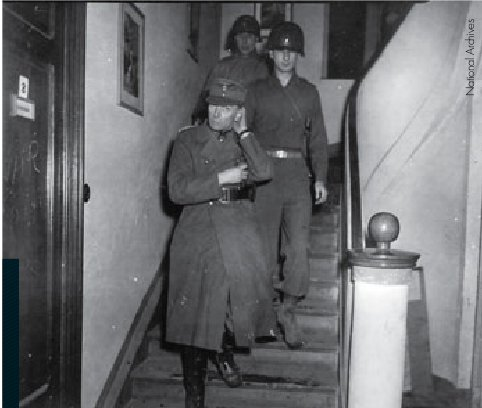
Rothkirch zijn gevangenname door het US-leger, maart 1945.

Op 6 mei 1945 raakte Rothkirch bij Neunkirchen in geallieerd krijgsgevangenschap toen de Amerikanen tijdens Operatie Lumberjack oprukten. De Amerikaanse strijdkrachten leverden hem aan de Britten uit, waarna hij op 9 mei 1945 in Trent Park bij Londen geïnterneerd werd. Op 9 januari 1946 werd Rothkirch naar het Island Farm overgebracht. Op 9 oktober 1947 werd hij weer naar London Cage gebracht, en later weer aan de Amerikanen uitgeleverd.

### Houding tegenover de nationaalsocialisten
Er zijn zeer verschillende uitspraken over zijn houding ten opzichte van de nationaalsocialisten. Na de Poolse Veldtocht schold Rothkirch tegen Philipp von Boeselager, destijds jonge tweede luitenant, over de „zwijnerij“ waarvoor de nationaalsocialisten verantwoordelijk waren. Boeselager oordeelde tegenover Rothkirch: „hij behoorde innerlijk op z'n minst tot het verzet, zelfs als hij geen mogelijkheid gehad had, om actief deel te nemen."
In Oost-Polen werd Rothkirch verliefd op de getrouwde van Pools adel afkomstige Klementyna Mankowska (1910-2003). Zij behoorde tot de verzetsgroep "De Musketiers", die voornamelijk uit de Poolse adel geworven werden. De als verzetsstrijder en agent zeer vereerde Mankowska onthulde dit liefdesverhaal in de jaren negentig in haar boek Odyssey een agent, waarbij alleen in de Duitstalige editie het liefdesverhaal genoemd werd. De laatste brief van Rothkirch aan Mankowska van 16 november 1941 werd in het boek gepubliceerd. Daarin schreef hij: "Ik ben naar Berlijn bevolen en moet vanavond naar Duitsland vliegen. Het aangekondigde kwaad is gearriveerd. De SS en de Gestapo hebben in de provincie Lemberg de macht overgenomen. De terreur zal daar beginnen."
De ordonnansofficier van Generalfeldmarschall Günther von Kluge, de opperbevelhebber van de Heeresgruppe Mitte, de Rittmeister Eberhard von Breitenbuch, informeerde Rothkirch in de zomer van 1943 over het dagelijks vermoorden van 1200 tot 1500 Joden bij het spoorwegknooppunt Małkinia Górna (gemeend vernietigingskamp Treblinka). Rothkirch dacht aanvankelijk dat dit uitgesloten was, maar zijn onderzoek toonde aan dat dit waar was. Rothkirch schreef rapporten over de moordacties en wendde zich meerdere keren tot Kluge. Kluge deed niets omdat hij voor zijn post vreesde, zoals hij aan zijn ordonnansofficier Eberhard von Breitenbuch uitlegde. Het spoorwegknooppunt Malkinia staat tegenwoordig als het vernietigingskamp Treblinka bekend.
Generalfeldmarschall Ernst Busch schreef in zijn beoordeling over Rothkirch op 1 maart 1944 als volgt:
Karakter met eigenaardigheden. Hij heeft het in de winter van 43/44 begrepen, ondanks aanzienlijke moeilijkheden bij het strak organiseren van het nieuw overgedragen gebied, elimineerde hij tegenstrijdigheden en zorgde voor een betrouwbare samenwerking met de vele afdelingen in zijn gebied. Hij leidde een zeer uitgebreide guerrillaoorlog, vooral in zijn gebied hard en dapper in zijn persoonlijke inzet. Zijn nationaalsocialistische houding is onberispelijk.
In een afgeluisterd gesprek in Trent Park werd door Generalleutnant Friedrich von Broich gezegd, dat hij Graf von Rothkirch en Trach als een uiterst gewetenloze persoon beschouwde, die nauw verbonden met de NSDAP en de SA was, zodat "wij" (het leger bedoeld) hem niet kwijt konden.

## Springruiter
Edwin von Rothkirch en Trach was een uitmuntend ruiter. Als springruiter nam hij aan de Olympische Zomerspelen 1932 in Los Angeles deel. Tijdens de Olympische Zomerspelen 1936 in Berlijn coachte hij het Japanse team. In de naoorlogse periode was hij bij de wederopbouw van paardensport in West-Duitsland betrokken.

## Privé film
Vanaf 1932 tot 1945 filmde Rothkirch zijn privéleven en militaire carrière. De opnames waren ten dele in kleur, deze hadden meestal de kwaliteit van de toenmalige Wochenschauaufnahmen (filmjournaal). De opnames, ook van het privéleven, werden vooraf geoefend. Vanwege de oorlog is Rothkirch vaak zelf ook in beeld. Er schijnt een onderschikte geweest te zijn die de opname maakte. Hoewel hij tot begin 1942 alleen in het Rijk en de bezette gebieden ingezet was, liet hij zichzelf als commandant van fronttroepen tijdens overwinningsparades en andere gelegenheden filmen. De privéfilm werd door zijn zoon Leopold aan de NDR beschikbaar gesteld, en in een documentaire gebruikt genaamd „Graf Rothkirchs Krieg”, deze werd in 2005 uitgebracht.

## Militaire carrière
- General der Kavallerie: 1 januari 1944[7][1][2][3]
- Generalleutnant: 1 maart 1942[7][1][2][3]
- Generalmajor: 1 maart 1940[7][1][2][4]
- Oberst: 1 april 1936[7][1][2]
- Oberstleutnant: 1 mei 1934[7][1][2]
- Major: 1 december 1930[2]
- Rittmeister: 16 september 1917[1][2]
- Oberleutnant: 25 februari 1915[2]
- Leutnant: 1 maart 1908 (benoemingsakte (Patent) vanaf 19 juni 1908)[7][1][2]
- Fähnrich: 19 maart 1908?[13]
- Kadett:[7] 1 maart 1908[14]

## Onderscheidingen
- Duits Kruis in goud op 5 november 1942 als Generalleutnant en Commandant van de 330e Infanteriedivisie[7][2][15]
- IJzeren Kruis 1914, 1e Klasse en 2e Klasse[7]
- Herhalingsgesp bij IJzeren Kruis 1939, 1e Klasse[7][15] en 2e Klasse[15][7]
- Erekruis voor Frontstrijders in de Wereldoorlog[7]
- Gewondeninsigne 1939 in zwart
- Medaille Winterschlacht im Osten 1941/42
- Duits Ruiterinsigne in goud
- Hanseatenkruis Hamburg
- Militair Kruis van Verdienste (Mecklenburg-Schwerin), 2e en 3e Klasse
- Vorstelijk Reussisch Ereteken, 3e Klasse
- Dienstonderscheiding van Leger en Marine (25 dienstjaren)[7]